# Bully (videojoc)
Bully, també conegut com a Canis Canem Edit a Europa (Països Catalans, Itàlia, Regne Unit…) i Austràlia, és un videojoc llançat per Rockstar Vancouver per a PlayStation 2 l'octubre de 2006. La versió per la Xbox va ser cancel·lada per raons sense fons. El joc pren de lloc en un fictici internat anomenada Bullworth Academy. El 2016 va sortir una versió modernitzada per celebrar el desé aniversari.

## Argument
Jimmy Hopkins és un estudiant de quinze anys amb cara de pocs amics. Ha sigut expulsat dels instituts anteriors i ara haurà de passar un any sencer a Bullworth. La seva mare el va internar allí per casar-se amb el seu cinqué home: un milionari, encara que amargat, que li doblega en edat. A l'entrar a l'escola pareix entrar amb mal peu: tots els nois el miren amb cares rares (com dient «mira el paio que ve per aquí... Aquest no sap el que li espera»), només un friki, capità del club d'escacs s'atreveix a canviar unes paraules amb l'heroi, tal vegada el pitjor, arriba el vespre a classe. Aquest joc va veure la llum catalana (per motius polítics, en castellà) el 27 d'octubre 2006 amb el nom de Canis canem edit.

## Crítiques i possibilitats
A final de 2005 Rockstar va anunciar el futur llançament del joc Bully (perdonavides); a Europa veurà la llum amb el nom de Canis canem edit (el lema de l'escola). Els habituals en els videojocs van témer que el videojoc afonara al sector en un mar de crítiques de nou com ha passat amb altres jocs de caràcter violent com la saga Grand Theft Auto de Rockstar. La veritat és que això va ocórrer i diverses associacions i personen van criticar al joc, es van mobilitzar per exigir la seva cancel·lació i la seva futura prohibició a països com el Regne Unit si arribés al mercat, on finalment es va prohibir la venta.
En pocs mesos el videojoc va semblar prendre forma i els comentaris consistien en un videojoc de perdonavides en què les possibilitats d'agredir i exercir violència per a arribar a la cim del respecte eren el fi i la violència el mig. Al cap de poc van ressonar comentaris sobre que el protagonista podria pegar a noies, burlar-se i maltractar als dèbils, pegar a professors... Les alarmes van botar i es va tornar a reobrir la baralla que aquests jocs podien generar adolescents i nois violents que dugueren a terme en la realitat el que miressin.

### Possibilitats del joc
La veritat és que el joc ja ha cobrat forma i, segons Seth Schiesel a l'estiu de 2006 al diari The New York Times pareix diferent dels jocs violents anteriors de Rockstar.
Per començar el jugador arriba patint acaçament de la resta de membres de l'internat i ha d'obrir-se pas amb força però sense armes de foc o blanques (l'arma més comentada ha sigut un tirador) per aconseguir el respecte de la resta. El jugador haurà de protegir alumnes més dèbils i «estudiosos» i, de pas, millorar la resistència i altres habilitats. Ficar-se amb algun d'aquests alumnes un poc està permès però no sols no es premia sinó que es castiga amb «avorridors i monòtons càstigs que buscaran dissuadir aquest comportament al jugador». Per un altre costat pegar nens menuts, professors o nenes està absolutament prohibit igual que consumir drogues o alcohol, la qual cosa passa en els internats reals.

## Gran llibertat
En estar ficats en un col·legi americà, llevarà gran llibertat als alumnes: hi haurà missions, possibilitat de muntar en vehicles (monopatí, bicicleta i la resta de...) modificar al personatge, etc. Però també hi haurà un horari de complir:
- de 8.00 a 9.00: És l'hora de llevar-se. El personatge ha de despertar, vestir-se, dutxar-se i baixar a esmorzar al menjador i estar preparat per a les classes
- de 9.00 a 13.30: la campana ha sonat i l'objectiu és no arribar tard a classe, o el que és més desafiador, arribar a classe.
- de 13.30 a 15.00: menjar i migdiada, de nou, per recuperar forces perdudes.
- de 15.00 a 16.30: l'última classe del dia.
- de 16.30 a 19.30: lleure, tal vegada la part del dia més esperada per molts alumnes... que poden eixir del recinte escolar i visitar Bullworth. El poble petit està nogensmenys dotat de qualsevol tipus d'establiments: gimnasos, menjadors, botigues de roba, salons de tatuatges, perruqueries, sales de billar i possibilitats d'escampada...
- de 19.30 a 23.00: tornar a l'acadèmia i preparar-se per a dormir.
- de 23.00 a 8.00: hora de dormir.

Per descomptat, este horari pot ser violat... però no serà fàcil. A tot el recinte hi ha professors i prefectes patrullant i al poble la policia mai no dorm... Si un superior troba un personatge cometent qualsevol infracció (arribar tard a classe, donar-se un passeig nocturn, etc.) serà portat al despatx del director o, si camina de nit, al seu dormitori. En cas d'anar tres vegades al despatx del director, li caurà damunt un càstig: tallar la gespa, llevar la neu del camí, ser l'ajudant del bidell...En cas d'aconseguir fer jònecs es perdrà la classe, la qual pot afectar negativament les seues notes i pitjor encara, potser no tingui accés a accions especials (fer explosius, etcètera). Si no dorm, Jimmy estarà desmanotat i somnolent durant les classes. Açò no sols pot afectar les notes, sinó que el seu respecte als altres estudiants pot recaure. Per descomptat, no tot serà treball a l'acadèmia. Com si es tractara d'un col·legi normal, hi ha caps de setmana i vacances i depenent de l'estació hi ha diferents formes d'entreteniment (Entrenament de futbol a la primavera i estiu i al tardor- i hivern, batalles de boles de neu, per exemple). Comprar roba serà quelcom necessari: a l'hivern sense roba d'hivern, Jimmy es pot constipar i això afectarà negativament les seues notes i respecte als passadissos. D'estiu amb roba d'hivern, haurà un moment en el qual es deshidrata i caigui a terra.